# Rainer Böhm (Physiker)
Rainer Helmut Böhm  (* 17. April 1928 in Hirschberg, Ostpreußen; † 28. Dezember 2022 auf Teneriffa) war ein deutscher Physiker und Entwickler der Dr.-Böhm-Orgel, einer elektronischen Heimorgel zum Selbstbau.

## Leben
Rainer Böhm wurde 1928 in Hirschberg geboren. Das Physikstudium in Marburg schloss er 1957 mit der Dissertation Vergleich und Neuentwicklung von Siedepunktbestimmungsmethoden im Hinblick auf die Neubearbeitung des Deutschen Arzneibuches  und dem Doktorgrad ab.
Er lebte zuletzt auf den kanarischen Inseln.

## Orgelbau
Schon früh begann er Experimente zum Bau von elektronischen Orgeln. Zuerst experimentierte er mit Glimmlampen, später mit Röhrentechnik.
In den 1950er-Jahren veröffentlichte Böhm in der Fachzeitschrift Funkschau eine etwa 20 Ausgaben umfassende Artikelserie über den Bau von elektronischen Orgeln. 1961 erschien erstmals sein Buch mit dem Titel Elektronische Orgeln und ihr Selbstbau. Dieses wurde bis zum Jahre 1979, in sieben, zum Teil sehr stark überarbeiteten Auflagen, gedruckt.
Er konstruierte die erste Transistor- und damit vollelektronische Orgel der Welt.
Schon 1956 gründete er in Minden das Unternehmen Dr. Böhm und vertrieb dort Bausätze für elektronische Orgeln, die auch von Laien zusammengelötet und -gebaut werden konnten. Die Orgeln konnten später durch weitere Bausätze und Effektgeräte wie z. B. die 1971 entwickelte Einfingerbegleitautomatik Böhmat, erweitert werden.
Die angebotenen Orgelbausätze waren Grundlage für eine Reihe von Eigenentwicklungen, u. a. auch für Synthesizer.
Das Unternehmen Dr. Böhm war das erste Unternehmen, das gedruckte Schaltungen im Orgelbau einsetzte. Mit der Orgel vom Typ FnT baute er die erste dreimanualige Elektronenorgel in Europa, mit dem Typ GnT (1974) die erste viermanualige Elektronenorgel weltweit.
1982 verkaufte er sein Unternehmen. Die Marke hieß ab da nur noch Böhm.

## Schriften
- Elektronische Orgeln und ihr Selbstbau. Franzis-Verlag, München (RPB 101).
- Elektronische Orgeln und ihr Selbstbau. In: Funkschau. 1960, Hefte 2, 3, 4, 5, 7.